# الوحدة 999 (مصر)
الوحدة 999 قتال هي وحدة عسكرية في القوات المسلحة المصرية، من أقوى الوحدات الخاصة المشتقة من الصاعقة وتختص في المهام القتالية شديدة الحساسية خلف خطوط العدو وقت السلم والحرب وهي أكبر حجما وأكثر توسعا من زميلتها الوحدة 777 المختصة بمهام مقاومة الإرهاب الدولي والاقتحام وتحرير الرهائن والتي لا تشارك في الحرب.
تختص الوحدة بالمهام القتالية شديدة الخطورة والعنف على الجبهة وخلف خطوط العدو وهناك مهام خاصة لها تندرج تحت بند السرية وتعتبر من أقوى وأعتى الوحدات الخاصة في الجيش المصري وغير معروف عدد أفرادها أو أطقمها القتالية ويقابلها في إسرائيل وحدة ماتكال الخاصة وفي الولايات المتحدة فريق ألفا. نفذت الوحدة عملية إنزال في درنة شرق ليبيا أثناء العمليات العسكرية المصرية ضد تنظيم الدولة بعد ذبح 21 مصرياً في ليبيا بعد تسجيل مصور وأثناء تنفيذ الطائرات المصرية الضربة الجوية نفذت الوحدة بساعات عملية إنزال على معسكر كريم الوهداني الذي تسيطر علية الجماعات المتطرفة في ليبيا وكان يتابع العملية الرئيس المصري إثناء وجودة في مبنى العمليات العسكرية في المنطقة الغربية العسكرية الوحدة وفقا لشهود عيان في مدينة درنة مشاهدتهم قوات بزي لونه زيتي موضوع عليها علم مصر وهي ما يؤكد أنها الوحدة 999 ودارات اشتباكات عنيفة بين الطرفين وقتل 66 من المسلحين وأُسِر 20 مسلحاً من بينهم أحدى قيادات داعش في شمال أفريقيا وتم أخذهم إلى مصر عن طريق 4 طائرات هيليكوبتر وقتل أحد أفراد الوحدة وأصيب اثنين وتمت العملية بالتنسيق مع الحكومة الليبية في مدينة البيضاء وبالتنسيق مع قيادة الجيش الوطني الليبي
تأسست هذه الوحدة عام 1978، وقد استعرضت شبكة دال الإخبارية، أبرز المعلومات المتاحة والمتوفرة حول هذه الوحدة العسكرية المحاطة بالسرية، في تقرير مصور ومكتوب تحت عنوان: الفرقة 999 قتال.. 11 معلومة عن أشرس وحدات القوات المسلحة المصرية..
ومن أبرز هذه المعلومات، أن الفرقة 999 قتال شاركت في العملية التي نفذتها القوات المسلحة في شرق ليبيا ضد داعش عقب استشهاد 21 مصريا على يد التنظيم الإرهابي، وهي العملية التي تم الكشف عن جزء كبير من أحداثها -مؤخرا- في فيلم السرب.

## اقرأ أيضًا
- الوحدة 777
- الوحدة 333
- القوات المسلحة المصرية
- حاتم صابر